# Nachrichtenbüro
Das Nachrichtenbüro (auch Nachrichten-Bureau genannt) war ein 1866 gegründeter preußisch-deutscher Militärnachrichtendienst, der in den Generalstab eingegliedert war. Da er, anders als nach anderen Kriegen oder Feldzügen, anschließend nicht wieder aufgelöst wurde, gilt er als erster permanenter preußisch-deutscher militärischer Nachrichtendienst.

## Geschichte
Im März 1866 schuf das preußische Heer, im Zusammenhang mit dem Deutschen Krieg zwischen Preußen und Österreich, eine provisorische Nachrichtendienstorganisation unter Leitung von Oberst Döring. Heinrich von Brandt wurde mit der Agentenführung beauftragt. Am 23. November 1866 beantragte Helmuth von Moltke beim preußischen Kriegsminister Albrecht von Roon die permanente Einrichtung einer militärischen Spionageorganisation, das Nachrichtenbüro. Er berief den 43-jährigen von Brandt, in Anerkennung seiner Leistungen in der Agentenführung, zu dessen ersten Leiter. Am 2. Februar 1867 erließ Moltke Dienstvorschriften für das Nachrichtenbüro, in denen dessen Leiter direktes Vorspracherecht beim Chef des Generalstabs erhielt.
Das Nachrichtenbüro bestand zunächst aus dem Leiter, einem Offizier und zwei zivilen Angestellten. Parallel wuchs die Zahl der Quellen an. Um die Tätigkeit zu finanzieren, kamen zu dem anfangs vom Preußischen Kriegsministerium  gewährte jährlichen Budget in Höhe von 2000 Talern Anfang der 1870er Jahre weitere 36.000 Mark aus dem Auswärtigen Amt hinzu. Dazu kamen Zuflüsse aus dem von Bismarck kontrollierten Welfenfonds, die aber nur für das Jahr 1869 mit einer Höhe von 31.000 Talern dokumentiert sind. Die Anfangsjahre waren teils von Überschneidungen, teils von Zusammenarbeiten mit Otto von Bismarck Regierungsstellen geprägt. So war das Nachrichtenbüro zur Weitergabe von Informationen an das Kriegsministerium und das Auswärtige Amt und an den preußischen Ministerpräsident von Bismarck verpflichtet. Allerdings flossen aus diesen Regierungsstellen auch Informationen an das Nachrichtenbüro zurück. Eine wesentliche Kontaktperson zwischen der Regierung und speziell Bismarck und dem Nachrichtenbüro war Robert von Keudell.
Im November 1870, im Deutsch-Französischen Krieg, verfügte das Nachrichtenbüro über rund 15 regelmäßig berichtende Agenten. Darunter waren Baron August Schluga von Rastenfeld sowie einen Schweizer namens Rahn in Paris.
Ab 1872 wurde das Nachrichtenbüro von Oberst Ernst von Krause geleitet. Es wurde um 1875 der Dritten Abteilung im Generalstab zeitweise unterstellt und ab 1881 direkt dem Chef des Generalstabes. 1890 wurde das Nachrichtenbüro aufgelöst und die Sektion III b im Großen Generalstab eingerichtet.